# Rais Hamidou (corvette)
Pour les articles homonymes, voir Raïs Hamidou et Hamidou.
Le Rais Hamidou (du nom d'un corsaire algérien) est une corvette dans la marine algérienne de la classe Nanuchka 2.

## Caractéristiques
- 1 radar de veille surface Square Tie
- 1 radar de navigation Don 2
- 1 contrôle de tir Pop Group
- 1 contrôle de tir Muff Cob
- 1 IFF High Pole
- 2 IFF Square Head
- 2 (2*16) lance leurres PK.16
- 1 radiogoniomètre Cross Loop
- 1 détecteur radar Bell Tap

## Sister-ships
Issues de la même classe, la Marine algérienne compte aussi les corvettes Salah Rais et Rais Ali.